# Marly (Moselle)

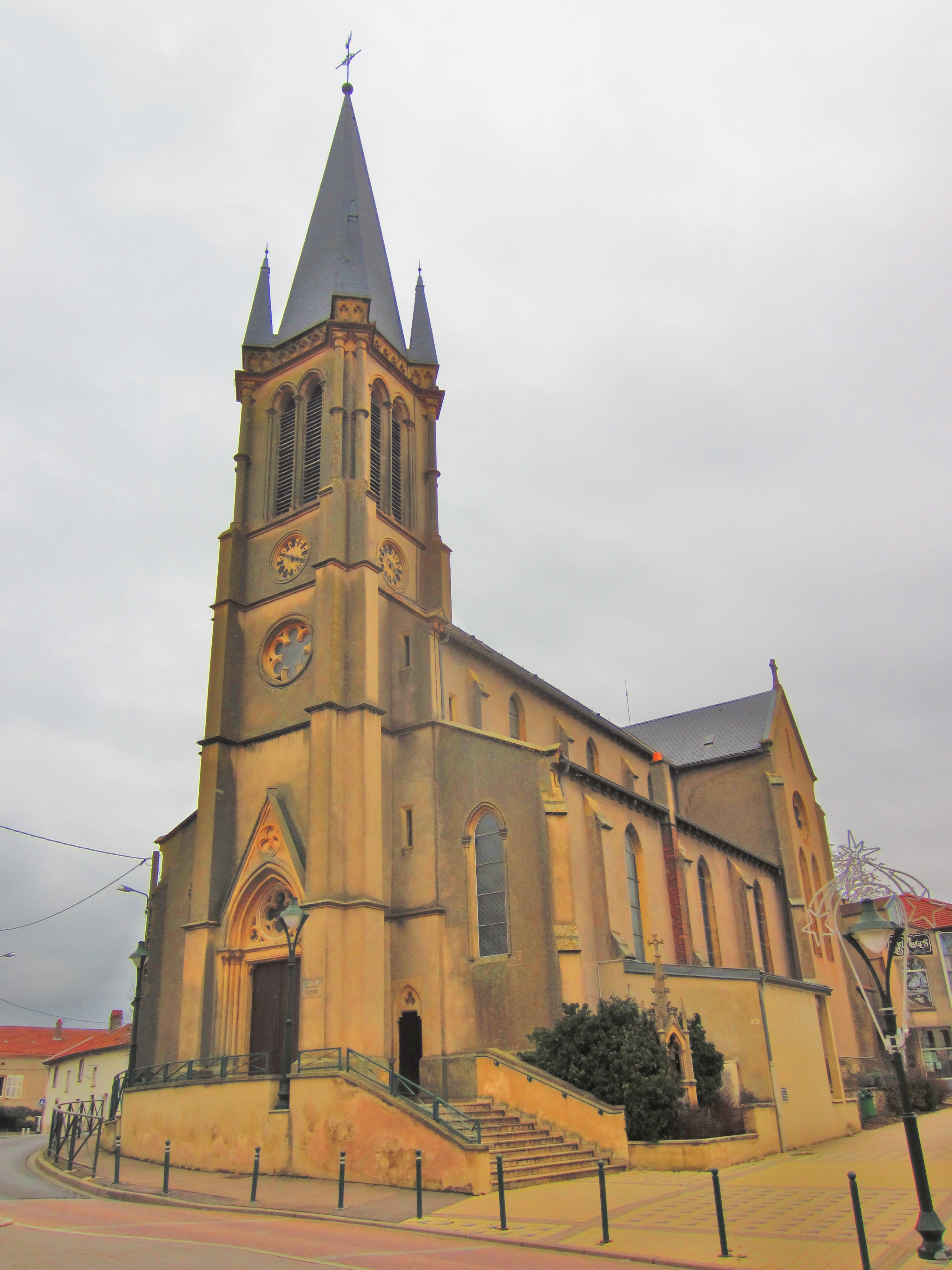
Kirche Saint-Brice

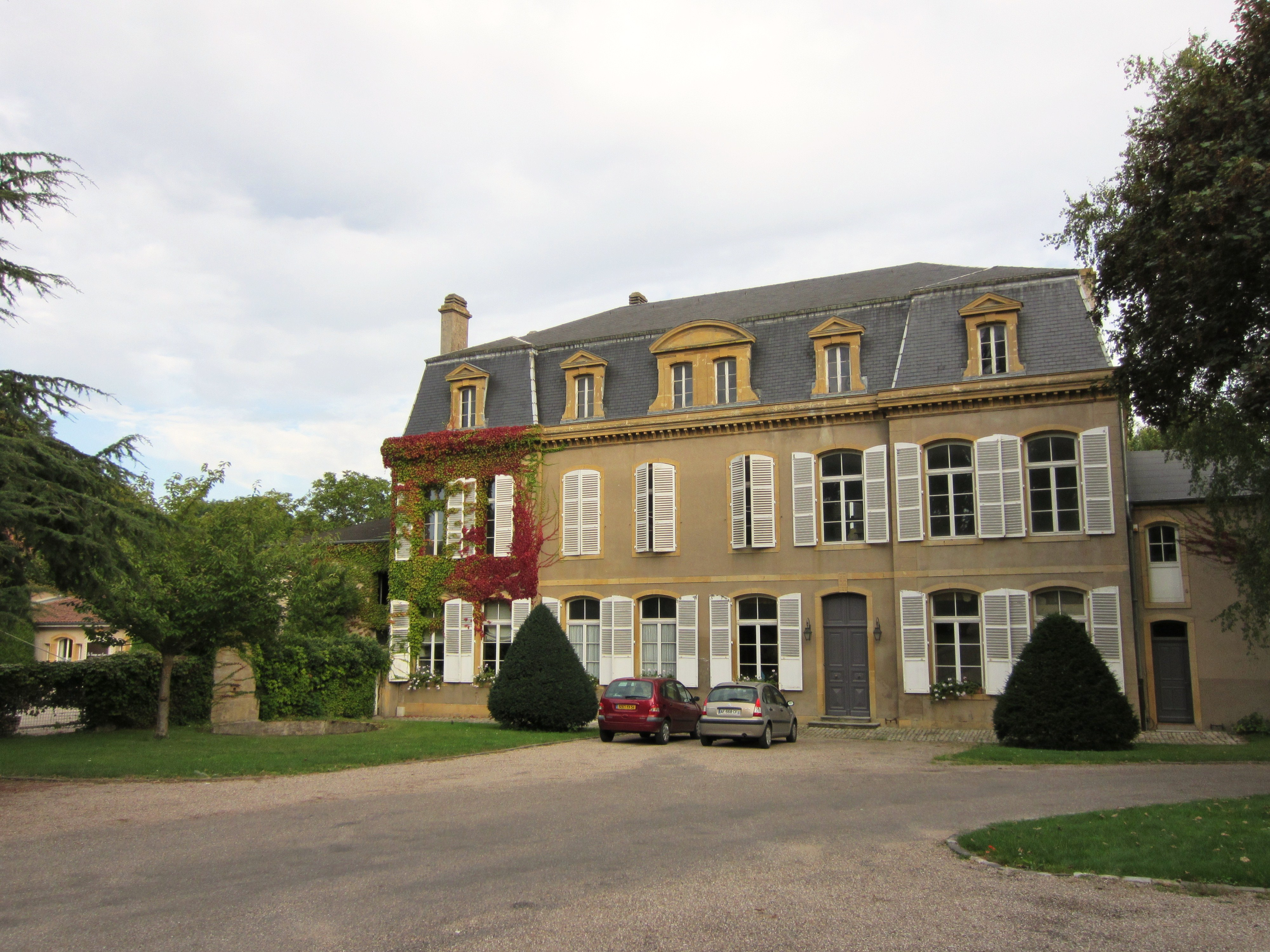
Schloss Grange aux Ormes

Marly [maʁli] ist eine französische Gemeinde mit 9937 Einwohnern (1. Januar 2022) im Département Moselle in der Region Grand Est (bis 2015 Lothringen). Sie gehört zum Arrondissement Metz.

## Lage
Marly liegt in Lothringen, etwa sieben Kilometer südlich der Metzer Innenstadt und sieben Kilometer nordwestlich von Verny, am linken und rechten Ufer der unteren Seille, einem Nebenfluss der Mosel, auf einer Höhe zwischen 167 und 201 m über dem Meeresspiegel. Das 10,80 km² umfassende Gemeindegebiet grenzt im Westen an das Gelände des ehemaligen Militärflugplatzes Metz-Frescaty (Base aérienne 128 Metz-Frescaty), auf dem sich seit 2021 ein Amazon-Vertriebszentrum befindet. Marly bildet zusammen mit anderen umliegenden Gemeinden und der Stadt Metz ein geschlossenes Siedlungsgebiet.

## Geschichte
Der Ort wurde 745 als Mariliacum erstmals erwähnt. Die Ortschaft gehörte früher zum Bistum Metz.
Gegen Ende der Befreiungskriege machte die Garnison von Metz am 19. März 1814 einen Ausfall, um die Brücke von Marly zu zerstören, was aber erst am 5. März vollständig gelang.
Durch den Frankfurter Frieden vom 10. Mai 1871 kam die Region an das deutsche Reichsland Elsaß-Lothringen, und das Dorf wurde dem Landkreis Metz im Bezirk Lothringen zugeordnet. Die Dorfbewohner betrieben Getreide-, Wein- und Gemüsebau. Auf der Gemarkung der Gemeinde wurde 1872–1875 die Feste Prinz August von Württemberg erbaut.
Nach dem Ersten Weltkrieg musste die Region aufgrund der Bestimmungen des Versailler Vertrags 1919 an Frankreich abgetreten werden. Im Zweiten Weltkrieg war die Region von der deutschen Wehrmacht besetzt.
1915–1919 trug der Ort den eingedeutschten Namen Marleien und 1940–1944 Marlingen.

### Bevölkerungsentwicklung
| Jahr      | 1962 | 1968 | 1975 | 1982 | 1990 | 1999   | 2007 | 2017   |
| --------- | ---- | ---- | ---- | ---- | ---- | ------ | ---- | ------ |
| Einwohner | 1299 | 2014 | 6100 | 9490 | 9511 | 10.139 | 9624 | 10.104 |

## Kultur und Sehenswürdigkeiten
- Kirche Saint-Brice

## Freizeit und Sport
Die Gemeinde verfügt im Nordosten über einen fast 50 ha großen Golfplatz.